# ギャングース
『ギャングース』は、肥谷圭介による日本の漫画。ストーリー共同制作は裏社会・貧困問題の取材に取り組むルポライターの鈴木大介で、原案は鈴木大介によるノンフィクション書籍『家のない少年たち』。『週刊モーニング』（講談社）にて、2013年14号から2017年6号まで連載された。

## 概要
不遇の人生を送ってきた3人の少年が窃盗団を結成し、被害届を出せないという理由で犯罪者だけを対象に「タタキ」と称した強盗や窃盗を敢行していくクライム・ストーリー。タイトルは「ギャング」と「マングース」が由来で、犯罪者だけをターゲットにする主人公たちを、毒蛇を食うマングースになぞらえたもの。社会の底辺に生きる少年少女らに長い取材歴を持つ鈴木の原案を元に、生々しい犯罪の現場をマンガ的な演出で描き出している。主人公らの強盗行為を痛快に描く一方で、行き場のない少年たちの陰惨な実態を真正面から捉え、理解と支援を訴える社会派作品の側面も持つ。風景や無機物はリアルな筆致で描く一方、人物は極度にデフォルメされた独特の画風。人間を指先で摘み上げるなどコミカルで比喩的な表現もあり、本作の二面性が画風にも表れている。作中に登場する用語や概念には頻繁にコマ外での解説が入り、鈴木による解説コラムも収録されている。
少年たちの更生を妨げる周囲の無理解について、鈴木は「なぜ被害者だった彼らは加害者になったのか。彼らのような『悲しい加害者』を再生産しないために、なにが必要なのか。そんな考えをまとめるのを阻害するように、世の中には様々な差別や誤解、ミスリードを含んだ言説が流れています」と痛烈に批判している。

## 登場人物
現代ビジネス公式サイトにて紹介された。

### バックスカーズ
犯罪者、ヤクザ、半グレなど、脛に傷を持つ者専門にタタキ（窃盗、強盗）を行う犯罪集団。全員が背中にひどい傷跡を持つことから「バックスカーズ」（Back scars）と呼ばれる。
カズキ
窃盗団の工具全般担当（バカ担当）でリーダー。本名：神童一樹。18歳。
少年院の技能教育を熱心に受け、工具の扱いに長ける。また、性別・年齢を問わない「他人の声マネ」という特技を持つ。決め台詞は「そのタタキ、やらせていただきます」。
肥満体にメガネという容姿で、最初期は「OTW48のゆきりん」に熱を上げるアイドルマニア、いわゆるキモオタとして描かれたが、物語が進むにつれて、「非現実的な熱い理想家」という面が強調されるようになった。髪型も物語初期にモヒカンに変わったが、これは最貧困時代に廃棄食品を流してくれたコンビニ店員を真似たもの。
複雑な性格の持ち主であり、徹底的に空気を読まず、相手かまわず無礼な口を利き、他人を見下すような言動も多い一方で、「仲間がいなければ何もできない」「皆が俺を助けてくれる」という心情も強く持っている。また、すぐに人を挑発するものの、暴力は基本的に振るわないため、一方的に殴られるのが常。
シングルマザーの家庭で育ち、幼い妹とともに根性焼きなどのひどい虐待を受けて育った。母親の恋人の男が妹をレイプしようとしたことで、妹は包丁で男を殺害。その罪を全てかぶり少年院に入ったが、少年院の中でもひどいいじめを受けた。それらの被害により、背中全体にひどい傷や火傷の痕がある。
そうした生い立ちから、「今がド底辺。何があっても今より下がることなんかない」という開き直りを持ち、途方もなく打たれ強い。「タタキの稼ぎで日本を買い、俺たちみたいなガキが一人もいない国を作る」という壮大な理想で多くの裏稼業人を惹き付けた。
重い血管系の疾患を抱えていたが、周囲には隠しており、161話で安達から瀕死の髙田を救い出したのち、サイケとタケオに「最高の兄弟、家族だった」と言い残して命を落とす。
安達との最後の対決では、「全てを救うと言うなら、何をしても何も感じないこの地獄から俺と兄貴（木下）を救ってみろ」と迫る安達に「無理だ。（すでに生まれてしまった）俺たちはもう手遅れだ」と答え、抱えていた深い絶望を吐露した。
サイケ
窃盗団の情報収集・標的選定担当（イケメン担当）。本名：斉藤恵吾。18歳。呼び名の「サイケ」はカズキの命名。
グループ1のイケメンで、ツッコミ役。頭が切れ、タタキで特に重要な情報収集を担う。カズキとタケオのマイペースぶりに振り回されながらも、最も現実的に今の生活から抜け出す道を探る。
小学校を修了しておらず、カズキと同じく漢字の読み書きが不得手だが、電子辞書を持ち歩いて克服に努める努力家。
ユンボの免許しか持っておらず、車の運転は苦手。また、喧嘩もメンバーの中では弱い方で、腕力のなさを補うために武器で「やりすぎる」ことがあり、作中でカズキに諌められる。
情報収集は主にキャバクラで嬢を通じて行う。女性の趣味が極めて特殊で、傍目にはいわゆる「ブス専」だが、作中では「サイケにはその子にしかない長所を見つけるシックスセンスがある。だからサイケはいつも良い恋愛をしている」と説明される。情報目的とは言え「マジ」で接するためか、狙った嬢からは首尾よく情報を引き出している。
ドラッグ中毒のシングルマザーの家庭で、兄の恵一郎と共にネグレクト状態で育った。飢えを凌ぐためにトイレの芳香剤を食べて嘔吐するなど、家庭環境は悲惨を極めていた。背中には鞭で打たれたような酷い傷跡がある。
少年院に入ったのは、恵一郎からドラッグの取り引きを仕込まれ、さらに身代わりとして警察に売られたため。しかし恵一郎をヒーローとして慕っており、作中では宮島によって海外治験に売られかけていた恵一郎を救うために奔走、終盤で再会したときも「何で連絡よこさねーんだよ」と詰め寄りはしたものの、過去を責めることはなかった。
カズキの死後に宅地建物取引士の資格を取り、不動産業の世界に入る。
タケオ
窃盗団の車両・機動担当（やさしさ担当）。本名：武藤武夫。18歳。
チームで唯一腕っぷしが強い怪力の巨人だが、性格は優しく、おとなしく、涙もろい。重度の吃音があり、一貫した描写ではないが、場面によっては軽度の知的障害があるようにも描かれている。
カズキとは少年院で知り合って以来の親友で、後に二人でサイケを仲間に誘った。カズキとサイケには「タケオちゃん」と呼ばれる。
カーマニアだった亡父の影響でレトロなアメ車を偏愛し、ドライビングテクニックと車両関係の知識が抜群。
普段は吃音が激しいが、集中すると（主に運転時）吃らなくなり人格が変わる。このときは「タケオさん」と呼ばれる。
父親を亡くしてからは叔父一家に引き取られ、厄介者として扱われた生い立ちを持つ。ある日の夕食時に従兄弟たちとおかずを巡って争い、激昂した叔父から背中に熱湯をかけられて大火傷を負った。後年、さらにその上から、悪い仲間に刺青の練習台として龍の和彫りを入れられている。少年院に入ったのは、このときの仲間から大規模バイク窃盗の主犯に仕立てられたため。
なお、叔父に火傷を負わされる場面ではどもらずに喋っており、言動は荒々しく描かれている。吃音や性格の変化がいつ起きたのかは不明だが、虐待の場面に続いて団地の屋上から飛び降りる場面があり、このときの負傷が影響したようにもとれる。
カズキの死後に、カルロスと共に自動車整備の会社を立ち上げる。
ユイカ
窃盗団のカギ担当（カワイさ・癒し担当）。フルネームはユイカ・チャン。
中国人の母親を持つ幼い少女。極めて人懐こい性格。母親が日本から中国へ強制送還されるために拘留され、建築資材窃盗を働くグループの男のもとで暮らしていた。
男に盗品ヤードの見張りとして使われていたことで、ヤードに押し入ったカズキ達と出会い、虐待を続ける男の元を去ることを決意した。
以降はカズキ達の稼ぎで養育されることとなったが、カズキ達が住居を持たないため、ワンコR2000と共にヤンの中華料理店に預けられた。
出生届を出されていない黒孩子（無戸籍者）であり、公的な記録の上では「存在しない人間」だったが、最終話でヤンの従妹としての戸籍を得て、イギリスに留学した。
ワンコR2000
カズキ達の飼い犬。後足が不自由で、車輪付きの台に乗っている。名前はタケオの命名。
カズキ達が押し入った海外輸出用の盗品ヤードに番犬として置かれていたが、懐いてしまったためそのまま連れてこられ、ヤンの店で飼われることとなった。
何故かギャンブルの才能があり、カズキと安達のバカラ勝負では、後がないカズキに代わって劣勢を挽回した。

### バックスカーズの協力者
ヤン
華僑であり、盗品を現金化する「沈め屋」のチャイニーズマフィア。フルネームは楊戮力（ヤン・ルーリー）。
リアリストであり金銭にはシビアだが、その上で身内には情が厚く親身に接する。カズキ達を現実的な観点から諌める一方、窮地には命懸けで手を差し伸べる第一の仲間。
作中で直接には描かれていないが、カズキ達と同じ少年院に入っていたことが登場人物の台詞で語られており、そこからの付き合いである模様。
表の稼業としては叔父と共に中華料理店を経営する。両親は登場しないが、華僑の人脈が太く、車両の提供や闇医者の紹介でもカズキ達を支援する。
小柄だが、立ち回りでは刀を使って相手を威圧する。また、喫煙者であり、握り拳にタバコを挟んで持つのが癖。
カズキの死後はイギリス・ソーホーに移住し、中華料理店を経営しつつユイカの保護者を務めた。
高田
裏稼業界の「道具屋」。犯罪に必要なツールや情報を売買する闇商人であり、サイケのブレイン。
高精度の詐欺用名簿を作るなど優秀な切れ者だが、常に「ゼニの話以外は興味ない」「全部ビジネスでやってるんで」と言って憚らず、任侠を尊ぶ宮島からは「人の上に立つ男ではない」と評される。
バックスカーズに対しても、あくまで「ビジネス相手」としての態度を崩さなかったが、カズキと差しで話し合ったことでいくらか心を開き、リスクの高い安達潰しの計画に加わった。カズキと手を結んだ加藤の死後、一度は安達側に寝返ったように見せていたが、それも示し合わせての行動だった。
生後すぐ産婦人科に「産み捨て」され、「たかはら」という姓だけが判明していた戸籍不明児であり、少年時代を過ごした児童養護施設では「高原雅之」という名だった。カズキ達に対する「高田」のほか、取引相手によって「高本」「高柳」などと姓を使い分けている。最終話では本名が「高田徳人」とされているが、これは自身で選んだ姓名の模様。
安達タタキ後、裏切りを知られて安達と木下に拉致され、両足と片手を切断される拷問を受けるが、踏み込んだカズキと恵一郎（サイケの兄）、宮島が手引きした警官隊に救われ一命を取り留める。カズキの死後は収監された安達から全財産を預託され、AI開発者となって資産を築き、社会福祉法人やNPOを立ち上げた。
洋介
サイケの少年院時代の同窓。フルネームは上村洋介。カズキによる愛称は洋チン。
第一話でカズキ達に振り込め詐欺組織の内部情報を提供し、その金庫をタタかせた。その後、投資詐欺の現場要員となって再登場し、サイケの要請により内偵を行った。
組織への裏切りが知られ、加藤に片腕を切り落とされる制裁を受けたが、その後は治療から日々の生活に到る全ての世話を引き受けた加藤に深い信頼を寄せた。
画才があり、その能力で加藤の容貌をカズキに伝えた。バックスカーズのマークも洋介の手によるもの。
安達のタタキ後はイラストレーターとして活躍。
マルコス
日系移民の子孫で、在日ブラジル人二世。本名：マルコス・ヤマダ。
同じ境遇である外国人二世の少年らと走り屋チームを形成し、様々な犯罪に手を染めながら、その収益で差別と貧困に苦しむ同胞らのための街を作ろうとしていた。
初登場時は、張本がカズキ達を誘い出すために「タタキの的」の情報をキャバ嬢に流していた席に居合わせ、タタいた金を横殴りしようと強引に割り込んだ。
タタキ当日にはカズキ達を追い詰めるが、土壇場でカズキが切った大見得に共鳴し、以後は二世の仲間ともども協力者となる。
安達のタタキ後は自動車整備工場と職業訓練校を設立、『TIME』に名前が載るまで成長した。
張本
加藤の詐欺店舗で金庫のハリ（見張り）をしていた現場要員。
第一話ではコンビニへ行った隙にその金庫をタタかれた名無しの脇役だったが、後に再登場し、加藤に弁済を迫られたことでカズキ達を追うこととなった。
カズキ達をおびき寄せる過程でマルコス達と出会い、始めは脅されての協力だったが、在日外国人子弟を日本人の差別から救う彼らの夢を知ったことで「ガチの任侠」と認め、心酔する。以降は自身も日本人ではないとして「ホセ張本」を名乗り、マルコス達と共にカズキに協力した。
カルロス
タケオの少年院時代からの親友。肌の浅黒いヒスパニック系の容姿を持つ。
いわゆる「ヴィンテージアメ車」をこよなく愛する走り屋兼メカニックで、仲間と共に派遣型風俗の送迎を請け負って生計を立てる。
タケオの依頼により、安達の配下に追われるサイケの救助にアメ車で駆け付けた。
少年院を出て以来、タケオには車を提供するなどで力を貸していたが、カズキとサイケには長く名前しか知られていなかったため、「タケオちゃんの妄想」だと思われていた。

### 六龍天
10年以上前に東京全域を武力制圧した暴走族の初期幹部6人。傘下に合法・非合法問わず多くのカンパニーを持っており、事実上関東地域における裏稼業の頂点に位置する。
作中では安達が最大の敵として登場し、他のメンバーも安達の仲間として登場はするが、ストーリーに大きくは関わらない。
安達智也
『六龍天』の一人であり、カズキ達の宿敵。6億円の個人資産を持ち、合法・非合法問わず多くのカンパニーに多額の投資をしている。
有り余る資産を持ちながら表立っては使えない裏稼業富豪であり、人生に退屈し、かつ絶望している。小柄で無精ヒゲを生やし、昼間でもパジャマにサンダル履きという不良には見えない容貌だが、内実は敵対者の出現を待ち望み、金で貧しい親に子供を虐待させて退屈を紛らわす凶悪な人間。また、暇にあかせて筋トレに打ち込んでおり、パジャマの下の肉体は鍛え上げられている。
加藤が番頭を張っていた詐欺店舗の金主であり、当初はカズキ達の大きな「的」に過ぎなかったが、サイケとタケオをリンチに掛けて半死に追い込み、バックスカーズの宿敵となった。
物語終盤では震災の被災地に高齢者ニュータウンを築く巨大な計画に投資し、その資本金を狙うカズキ達と最後の攻防を繰り広げた。
ヤクザの木下力也は腹違いの兄。兄弟揃って元は被虐待児童であり、温泉旅館で働いていた母に捨てられた過去を持つ。兄弟は母の同僚の仲居に育てられたが、養母からは虐待を受け、さらに男色の客相手の売春を強要されていた。
カズキ達に敗北した後は力也とともに警察に逮捕され、その生い立ちも含めてこれまでの行いが大々的に報道されたが、世間の目は冷ややかで、「不幸な生い立ちを言い訳にしてるけど、結局は自己責任だろ?」と切り捨てられた。

### 裏稼業
加藤
安達の下で詐欺店舗を運営する、業界屈指のスーパー番頭。「加藤」は偽名で、本名は武藤翔。
裏切りに厳罰で処する一方で面倒見が良く、下の者から慕われている。
貧困に苦しむ地元の後輩を救うために上京して裏稼業人になったが、優秀であるほど足抜けできず使い潰される番頭という境遇に苦悩していた。自身の店舗に潜入したカズキが内偵であると感付き、正体を探るために泳がせていたが、全てが明かされてからはカズキの理想に共感して仲間となった。
その性格で洋介、来栖、アゲハを筆頭に多くの人間を惹き付け、地元の後輩たちからは英雄視すら受けていた。カズキとの対決の場面では、洋介の片腕を落としたことを悔い、自ら片目を潰して詫びた。
カズキ側に付いてからも安達資本の詐欺店舗を回し続け、カズキに情報を提供していたが、裏切りは安達に知られており、轢き逃げに見せかけて殺害された。
来栖
カズキが詐欺店舗に潜入した際の同期研修生。フルネームは来栖大樹。詐欺プレイヤーとしての名はチェリー。
前職は闇金の店長で、取り立てによって債務者を自殺に追い込んだことに苦しみ、別の道を見出そうと詐欺研修に参加した。
加藤の「金のあるヤツからその日払える分だけを奪う詐欺は決して最悪の犯罪ではない」という語りに強く共鳴し、加藤の信奉者となると共に、詐欺でも頭角を現した。
優秀な人材が揃った同期の中でも際立った能力とリーダーシップを発揮し、後に加藤の跡目を継いで新番頭となった。闇金時代の人脈で、裏稼業用の「道具」の調達にも長ける。
加藤の後継者であるため、番頭就任後は安達傘下で動いていたが、被災地住民をターゲットにした詐欺の非情さに苦しみ、さらに加藤の死の真相を知ったことで、詐欺屋の仲間ともどもカズキ達の協力者となった。
アゲハ
加藤の詐欺店舗の女性副店長。駆け出しのころ、みすぼらしい様子でドサ要員をやっていたところを加藤が救い出し、有能なプレイヤーに育てた。様々な年齢、職業の女性を演じることができる。
加藤とは相互に信頼を抱く仲である一方で、金主である安達にも信頼されており、加藤店舗から安達への収益金の受け渡しにも、加藤には知らせずに絡んでいた。
かつて父親が闇金の集金人だった安達の取り立てによって自殺したという過去を持ち、加藤に明かさず安達に接近していたのはその復讐のため。
加藤の死後、カズキには加藤の死の原因を作ったとして激しい怒りを向けるが、カズキが加藤から託された遺書と生活費を受けて涙し、仲間に加わる。
ゲーテ
加藤の詐欺店舗の副店長。壮年に近い年齢の男。経歴不明だが詐欺業界に広く通じ、「プロの詐欺屋」を自任する。
加藤の跡目は来栖に譲るが、カズキ達と手を結んだ後も、詐欺屋チームの中心人物として活躍する。
鰯田
カズキが詐欺店舗に潜入した際の同期研修生。詐欺プレイヤーとしての名はバナナ。長すぎる尖ったアゴがその由来。
妻子持ちでありながら風俗狂いで身を持ち崩し、遣い込みによって勤務先を追われ裏稼業に落ちた。
研修者の中ではカズキと並んで最も不出来だったが、「泣き」の演技だけは超一流であり、来栖やアゲハと共に「神店舗」を担う一人となった。
実は高田がカズキと並行して（カズキには知らせずに）送り込んだ内偵であり、加藤を捕えるために総合格闘技のトレーニングを積んでいた。カズキが「あいつらは人間じゃねえ」と恐れる残虐な海老名兄弟を一人で一蹴するほどの戦闘力を持つ。
また、風俗狂いではあるが非常な妻子思いであり、最終話には裏稼業の稼ぎを欠かさず家に入れていたことを示す描写がある。
剛力
カズキが詐欺店舗に潜入した際の同期研修生。詐欺プレイヤーとしての名はイチゴ。アバタ面が由来。
気性が荒く、詐欺店舗に入る前の職場は内装業者だったが、親方とトラブルになり、刺傷して賠償を請求されていた。
その気性から激昂する演技に適性があり、詐欺では「オレ役」を追い詰める「キレ役」を務める。

### ヤクザ

#### 講談会系
宮島
講談会三次団体の幹部で、シャブと風俗をシノギにしているヤクザ。通称ミヤさん。
サイケの兄・恵一郎を不始末の落とし前として海外治験に売ろうとしたが、サイケによって送り込まれたカズキを気に入り、恵一郎を解放したのち協力者となる。
営利目的で下の者を切り捨てる『六龍天』のような半グレを嫌う一方、「任侠」や「男気」を感じさせる人間を好み、カズキ達の行動を高く買う。
カズキ達とは別ルートで高田と繋がりがあり、富裕高齢者を綿密に調べ上げた詐欺用名簿を作らせていた。高田の能力を高く買う一方で、冷淡な性格を「人の上には立てないヤツ」と評した。
祐二
宮島の舎弟。初登場時は、茶の出し方がまずく宮島に額をカチ割られる部屋住みの新人として登場。
その後は出世したようで、再登場時にはスーツ姿で舎弟を従えて現れ、最終的には組から絶縁された宮島の代わりに事務所を守るヤクザとなった。
地元の水商売人には敬意を払われており、舎弟を連れた地回り中、女性名義で住居を獲得するためにナンパを試みたカズキ達と、それを追い払おうとするスカウト達に偶然出会い、仲を取り持った。

#### 集英会系
木下力也
安達の腹違いの兄でケツ持ち。巨大指定暴力団・集英会の二次組織（プラチナ）三役の博徒系ヤクザ。
強面の巨漢で、常軌を逸した怪力を持ち、人を二度も殺めた『狂犬』として裏社会でも恐れられている。
物語終盤でタケオ、カズキ、鰯田と直接対決したが、「顎先を蹴られても首が強靭で失神しない」「関節が柔らかくてサブミッションが効かない」などの人間離れした能力を見せ付けた。

### その他の人物
アヤミ
カズキの異父妹。シングルマザーの母によりカズキと共に育てられていたが、母の恋人にレイプされ、刺殺に到る。
カズキがその罪を着て少年院に入り、アヤミは児童養護施設に入っていたが、母のドラッグ代のために売春に手を染めるなど、荒れた生活に身を置いていた。
安達のタタキ後は国会議員となり、史上最年少で入閣。子ども問題担当大臣となる。
カズキの母
カズキとアヤミの母。アヤミが売春で稼いだ金でドラッグを買うなど荒れた生活をしていたが、安達のタタキ後は40歳で短大を卒業。保育士・児童指導員資格を取得し、児童養護施設に勤めるようになった。

## 書誌情報
- 肥谷圭介・鈴木大介『ギャングース』 講談社〈モーニングKC〉、全16巻

1. ISBN 978-4063872460
2. ISBN 978-4063872606
3. ISBN 978-4063872880
4. ISBN 978-4063883350
5. ISBN 978-4063883671
6. ISBN 978-4063883947
7. ISBN 978-4063884289
8. ISBN 978-4063884586
9. ISBN 978-4063884883
10. ISBN 978-4063885286
11. ISBN 978-4063885606
12. ISBN 978-4063885965
13. ISBN 978-4063886306
14. ISBN 978-4063886610
15. ISBN 978-4063887099
16. ISBN 978-4063887112

## 実写映画
2018年11月23日公開。監督は入江悠。

### キャスト
- サイケ（斉藤恵吾） - 高杉真宙[4]
- カズキ（神童一樹） - 加藤諒[4]
- タケオ（武藤武夫） - 渡辺大知（黒猫チェルシー）[4]
- 高田 - 林遣都[5]
- ヒカリ - 伊東蒼[5]
- ユキ - 山本舞香[5]
- サクラ - 芦那すみれ
- 川合 - 勝矢[5]
- 班目 - 般若[5]
- 張 - ねんど大介
- 真鍋 - 菅原健
- 海老名兄弟 - 斉藤祥太、斉藤慶太[5]
- 加藤 - 金子ノブアキ[5]
- アゲハ - 篠田麻里子[5]
- 安達 - MIYAVI[5]

### スタッフ
- 原作 - 肥谷圭介、鈴木大介『ギャングース』（講談社「モーニング」KC所載）
- 監督 - 入江悠
- 脚本 - 入江悠、和田清人
- 音楽 - 海田庄吾
- 主題歌 - The Gangoose[6]（渡辺大知、高杉真宙、加藤諒）「CRYBABY」（Sony Music Records）
- 制作プロダクション - アミューズ映像製作部、パイプライン
- 配給 - キノフィルムズ
- 製作 - 「ギャングース」FILM PARTNERS（キノフィルムズ、木下グループ）